# Rauwse Meer
Het Rauwse Meer is een kunstmatig aangelegd Belgisch meer. Het meer ligt op het grondgebied van de gemeente Mol ten noorden van het kerkdorp Rauw en heeft een oppervlakte van 133 hectare (of 1,33 km²). Daarmee is het een van de grootste meren in België. In de volksmond staat dit meer bekend als de "put van 't Rauw".
Ten noorden van het meer bevindt zich het natuurgebied De Maat, en verderop bevindt zich De Blauwe Kei. Aan de zuidwestelijke oever van het meer bevindt zich het vakantiedorp Kempense Meren. Het Rauwse Meer is een van de meren die voortkomen uit de zandgroeves die vroeger werden gebruikt voor de ontginning van kwarts, bekend als het roemrijke Molse witte zand. Ze werden onder meer onder impuls van zandwinningsbedrijf Sibelco volledig omgevormd tot natuurgebied. Het gebied wordt zowel in de winter als in de zomer veel gebruikt door wandelaars vanwege de mooie omgeving. In de buurt bevindt zich ook 't Kristallijn, een tentoonstellingsruimte waar geregeld tentoonstellingen plaatsvinden.